# Оскар Пфистер (награда)
Наградата Оскар Пфистер е създадена от Американската психиатрична асоциация заедно с Асоциацията за душевно здраво духовенство през 1983 г. в чест на този, който прави значителни приноси в областта на религията и психиатрията. Наградения води лекции на конференция на АПА в годината, в която му е връчена наградата, въпреки че през 2002 Сюзън Ларсън я води от името на своя съпруг. Наградата е наречена така в чест на Оскар Пфистер, свещеник и психоаналитик, който дискутира религиозните аспекти на психологията със Зигмунд Фройд.

## Носители на наградата
- 1983 – Джеръм Франк
- 1984 – Уейн Оутс
- 1985 – Виктор Франкъл
- 1986 – Ханс Кюнг
- 1987 – Робър Лифтън
- 1988 – Оливър Сакс
- 1989 – Уилям Майснер
- 1990 – Питър Гей
- 1991 – Робърт Коулс
- 1992 – Паулос Мар Грегорио
- 1993 – Паул Флайшман
- 1994 – Джеймс Фаулър
- 1995 – Пракаш Десаи
- 1996 – Ан Белфорд Уланов
- 1997 – Ана-Мария Рицуто
- 1998 – Ален Бергин
- 1999 – Дон Браунинг
- 2000 – Пол Рикьор
- 2001 – Ървин Ялом
- 2002 – Дейвид Ларсън
- 2003 – Абрахам Тверски
- 2004 – Елизабет Боуман
- 2005 – Арманд Николи
- 2006 – Нед Касем